# Herr Meets Hare
Herr Meets Hare és una pel·lícula d'animació dirigida per Friz Freleng estrenada el 1945. Posa en escena Bugs Bunny i un caçador alemany. El 1944 Friz Freleng va produir el curtmetratge per a la Warner Brothers Studios, que va arribar als cinemes americans el gener de 1945. L'argument del curtmetratge, de set minuts, porta al guió de Michael Maltese. La música la va compondre Carl W. Stalling, mentre que Mel Blanc posa la veu a figures com Bugs Bunny, Goering i Hitler.

## Argument
El curtmetratge comença amb caçador (una paròdia de Hermann Göring) acompanyat del seu gos rastrejant Bugs, que intenta anar a Las Vegas. Bugs enganya el caçador ensenyant-li el camí i es disfressa d'Adolf Hitler. El posa en roba interior abans d'adonar-se de la superxeria abraçant-lo.
Bugs encanta l'alemany disfressant-se de Brunehilde i el fa ensopegar abans de fugir. Bugs és finalment capturat pel falcó del caçador i és dirigit a Hitler. Aquest últim fuig i descobrim finalment Bugs disfressat de Stalin.

## Anàlisi
Igual com la majoria dels altres dibuixos animats nord-americans de l'època de la guerra, el propòsit d'Herr Meets Hare és ridiculitzar constantment el règim nacionalsocialista, els seus funcionaris, idees i costums.
La burla cap al "militarisme alemany" és present a tota hora. Des del principi es presenta a Göring com "fals Hermann Göring": se’l veu com un caçador amb pas de marxa militar que es passeja i ordena una vegada i una altra amb la seva roba adornada amb medalles. Es reflecteixen estereotips alemanys com la seva forma característica de parlar anglès (la pronunciació, la forma d'emprar paraules juntes, etc.), la vestimenta típica (pantalons de cuir), així com la visió nazi de la cultura alemanya com objecte de culte. Bugs Bunny apareix en un interludi musical anàrquic disfressat del "Cantar dels nibelungs" (en relació amb l'òpera de Wagner "L'anell del nibelung") deixant Göring embadalit. Göring es disfressa de Sigfrid i comencen a ballar una melodia al ritme dels tons de la interpretació wagneriana del nibelung.

## Rebuda
Herr Meets Hare va ser un dels últims dibuixos animats de propaganda que es va retransmetre abans del col·lapse de l'Alemanya nazi.
Des de la seva estrena en el cinema, ha format part de l'empresa Time Warner (AOL) i per raons de la política de l'empresa es va mantenir en secret. El 2007, Dom AOL va prohibir la seva retransmissió al canal de televisió Cartoon Network. Els van considerar inacceptables perquè desviarien l'atenció de les atrocitats del règim, ja que seria traslladar el Tercer Reich a l'àmbit de l'humorístic.
De tota manera, està disponible en vídeo, a la col·lecció de dibuixos animats Bugs & Duffy. The Wartime Cartoons. També circula per Internet, en plataformes de vídeo com Youtube.
| Precedit per: Stage Door Cartoon | Curtmetratges de Bugs Bunny 1945 | Succeït per: The Unruly Hare |